# Sauade

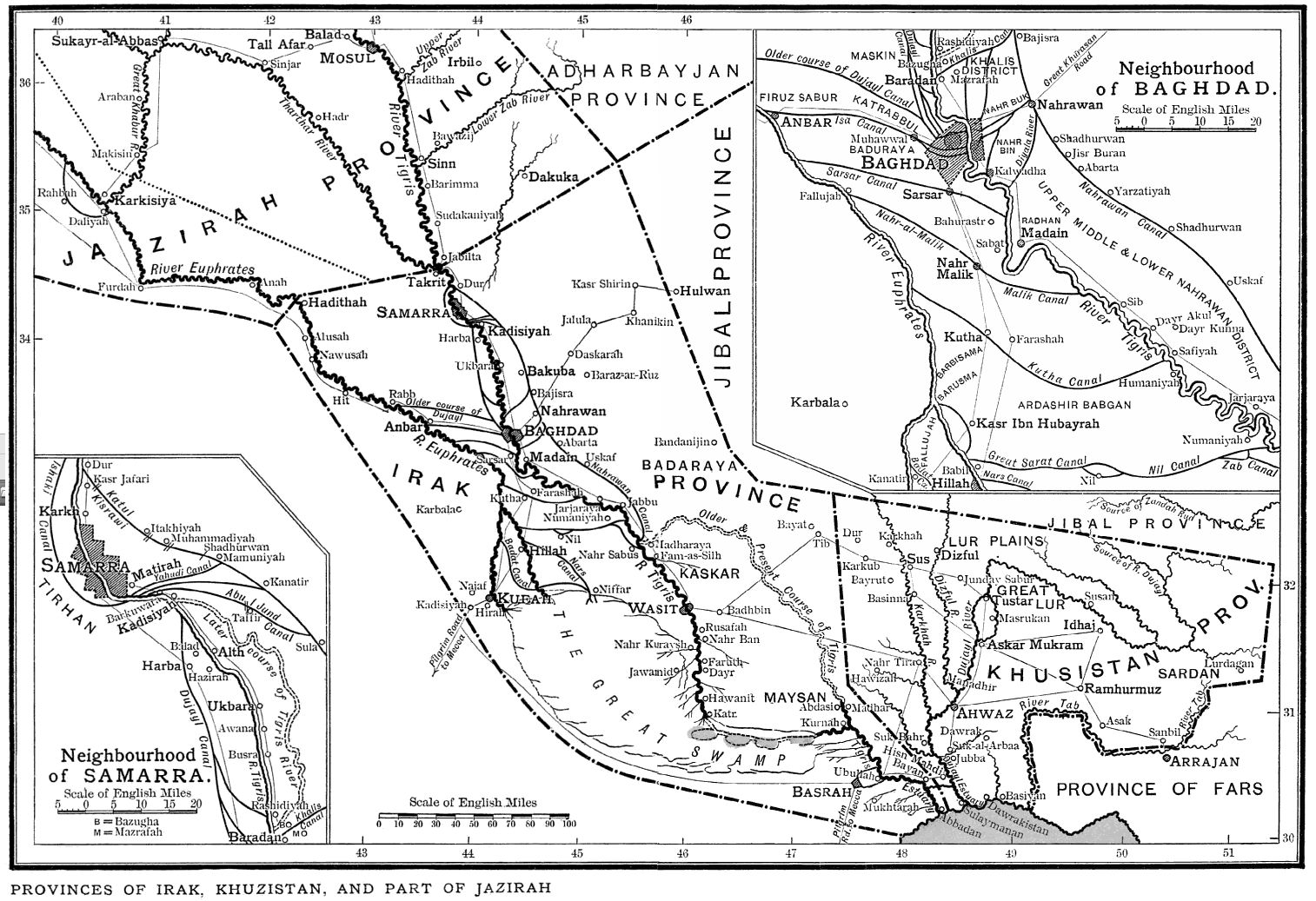
Mapa do Sauade ("Iraque") sob o Califado Abássida

Sauade foi o nome usado durante os tempos islâmicos iniciais (séculos VII-XII) para designar o sul do Iraque. Significa "terra negra" e refere-se ao forte contraste entre a planície aluvial da Mesopotâmia e o deserto árabe. Como um termo genérico, foi usado para denotar as áreas irrigadas e cultivadas de qualquer distrito. Sob os Califados Omíada e Abássida, foi um termo político oficial para uma província que compreendia grande parte do território do atual Iraque (exceto o deserto ocidental e a Mesopotâmia Superior no norte).